# Remington (Virginie)
Pour les articles homonymes, voir Remington.
Remington est une municipalité américaine située dans le comté de Fauquier en Virginie. Lors du recensement de 2010, sa population est de 598 habitants.

## Géographie
Remington se trouve dans le sud-ouest du comté de Fauquier, à la limite avec le comté de Culpeper.
Selon le Bureau du recensement des États-Unis, la municipalité s'étend sur 0,22 mille carré (0,57 km2).

## Histoire
Au début du XIXe siècle, la localité est connue sous le nom de Millview en référence à un moulin sur la Rappahannock. Elle est renommée Bowenville en 1850 puis Rappahannock Station en 1852 lors de l'arrivée du chemin de fer d'Orange et Alexandria. En 1890, elle devient une municipalité et adopte son nom actuel en 1890, probablement en l'honneur du conducteur du chemin de fer Captain Remington,.
Le quartier historique de Remington, qui date de la fin du XIXe siècle et du début du XXe siècle, est inscrit au Registre national des lieux historiques. Peu de bâtiments datent d'avant cette époque, en raison des destructions causées par la guerre de Sécession dans la région.